# Trapèze (agrès)
Pour les articles homonymes, voir trapèze.

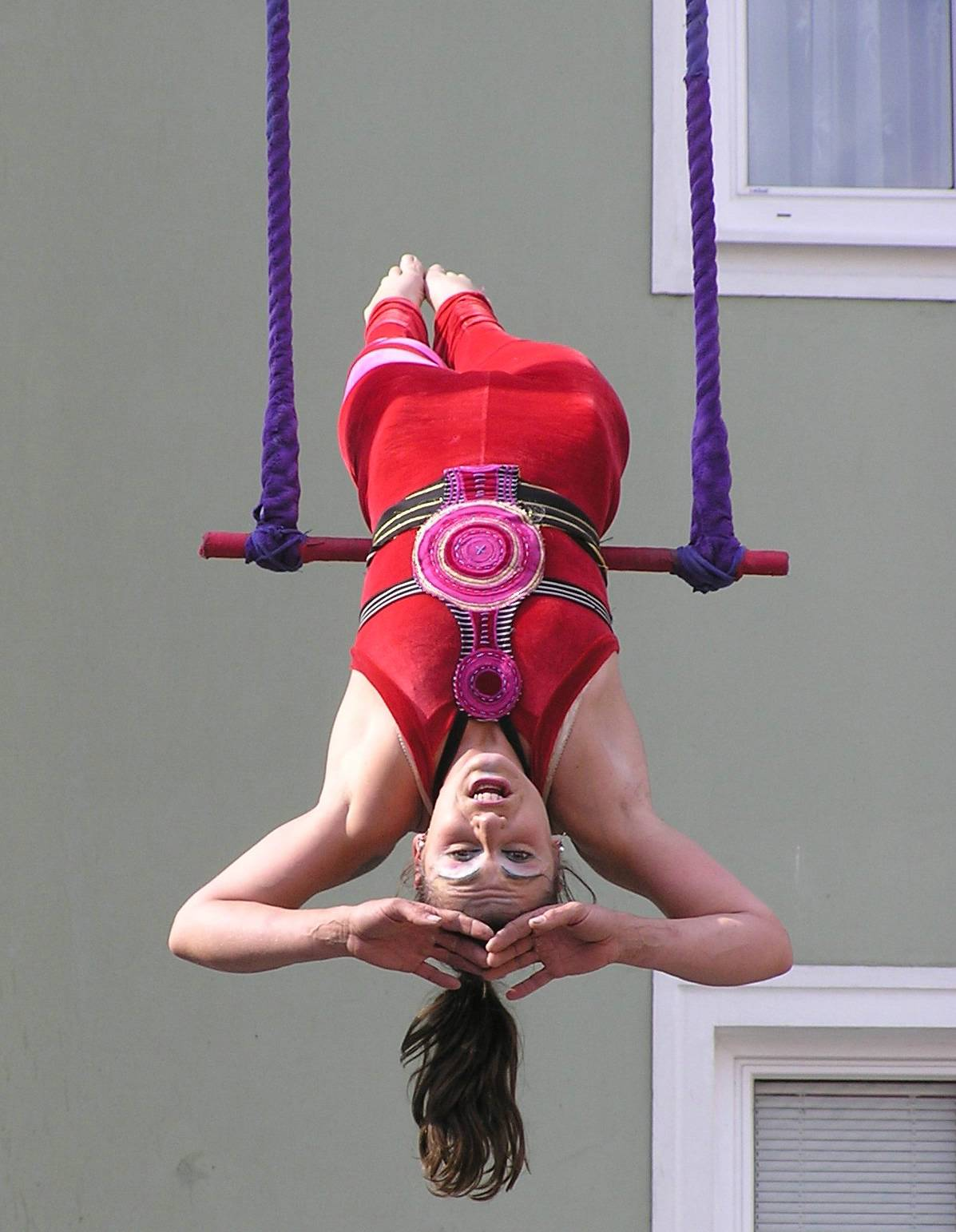
Trapèziste en équilibre sur son trapèze.

Un trapèze est agrès de cirque et de sport constitué d’une barre rigide horizontale reliée par deux cordes en forme de trapèze attachées à des ancrages en hauteur. Il est utilisé principalement en gymnastique et comme numéro aérien au cirque. Il est la plupart du temps pratiqué seul ou en duo de manière fixe ou en balancement. À plusieurs, le trapèze volant nécessite plusieurs trapèzes et permet de réaliser de spectaculaires figures de voltige aérienne.
Certains trapézistes se produisent dans des spectacles aériens, suspendus à un ballon par exemple, comme l'artiste du cirque de la fin du XIXe siècle Leona Dare.